# Predsednik vlade Norveške
Predsednik vlade Norveške (norveško statsminister, kar se neposredno prevede v »državni minister«) je vodja vlade Kraljevine Norveške. Premier in vlada so za svoje politike in ukrepe kolektivno odgovorni monarhu, Stortingu (norveški parlament), svoji politični stranki in navsezadnje volivcem. Ker je v praksi skoraj nemogoče, da vlada ostane na položaju proti volji Stortinga, je predsednik vlade odgovoren predvsem njemu. Premier je skoraj vedno vodja večinske stranke v Stortingu ali vodja starejšega partnerja v vladni koaliciji.
Norveška ustava je bila sprejeta 17. maja 1814. Položaj predsednika vlade je rezultat zakonodaje. Premierji imajo danes malo zakonskih pooblastil, toda pod pogojem, da imajo podporo svoje parlamentarne stranke, lahko nadzorujejo tako zakonodajno kot izvršilno oblast (vlado) in imajo zato dejanske pristojnosti. 
V nasprotju s kolegi v preostali Evropi norveški premieri nimajo možnosti svetovati kralju, naj razpusti Storting in razpiše predčasne volitve. Ustava zahteva, da Storting odsluži svoj polni štiriletni mandat. Če premier izgubi zaupanje Stortinga, mora odstopiti.

## Seznam
Glej članek: Seznam predsednikov vlade Norveške

### Premierji z najdaljšim stažem
| Št. | Predsednik vlade       | Stranka                       | Dnevi | Leta, meseci, dnevi           |
| --- | ---------------------- | ----------------------------- | ----- | ----------------------------- |
| 1.  | Einar Gerhardsen       | Laburistična stranka          | 6226  | 17 let in 17 dni              |
| 2.  | Johan Nygaardsvold     | Laburistična stranka          | 3750  | 10 let, 3 mesece in 5 dni     |
| 3.  | Gro Harlem Brundtland  | Laburistična stranka          | 3691  | 10 let, 1 mesec in 9 dni      |
| 4.  | Jens Stoltenberg       | Laburistična stranka          | 3518  | 9 let, 7 mesecev in 17 dni    |
| 5.  | Gunnar Knudsen         | Liberalna stranka             | 3383  | 9 let, 3 mesece in 4 dni      |
| 6.  | Erna Solberg           | Konservativna stranka         | 4150  | 7 leta, 7 mesecev in 14 dnevi |
| 7.  | Johan Ludwig Mowinckel | Liberalna stranka             | 2517  | 6 let, 10 mesecev in 21 dni   |
| 8.  | Kjell Magne Bondevik   | Krščansko demokratska stranka | 2341  | 6 let, 4 mesece in 29 dni     |
| 9.  | Johannes Steen         | Liberalna stranka             | 2311  | 6 let, 3 mesece in 30 dni     |
| 10. | Per Borten             | Sredinska zabava              | 1982  | 5 let, 5 mesecev in 5 dni     |
| 11. | Odvar Nordli           | Laburistična stranka          | 1847  | 5 let in 20 dni               |